# Jühnde
Jühnde – miejscowość i gmina w Niemczech, w kraju związkowym Dolna Saksonia, w powiecie Getynga, wchodzi w skład gminy zbiorowej Dransfeld. Miejscowość słynie z podejmowanych inicjatyw ekologicznych.

## Geografia

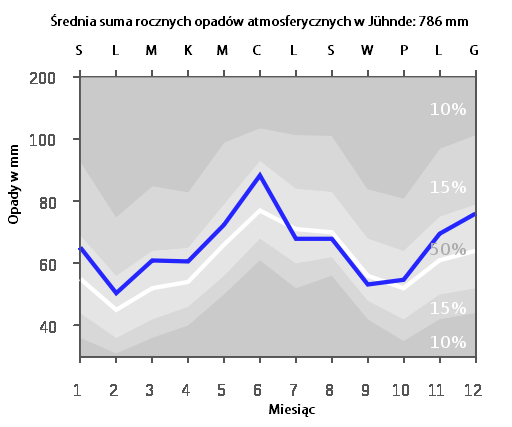
Średnie opady w Jühnde w latach 1961–1990 według Deutscher Wetterdienst

Jühnde jest położone w centralnej części Niemiec, w powiecie Getynga (Dolna Saksonia). Miejscowość leży na południowy wschód od góry Hoher Hagen, około 13 km na południowy zachód od Getyngi i 13 km na północny wschód od Hann. Münden. Przez północno-wschodnią część wsi przebiega droga L559. Urząd gminy znajduje się na północnym zachodzie miejscowości, przy ulicy Am Schedener Stieg. Miejscowość otoczona jest przez liczne pola uprawne. Gmina Jühnde składa się z dwóch miejscowości: Jühnde i Barlissen.

### Klimat
Jühnde znajduje się w obszarze klimatu umiarkowanego. Miesiącem o największych opadach atmosferycznych jest czerwiec.

## Historia
Pierwsza wzmianka o Jühnde pochodzi z 960 r., z czasów Ottona I Wielkiego, kiedy zamek na drodze z Münden do Getyngi nie został jeszcze wybudowany. W X wieku powstał tam zamek, który niedługo później został opuszczony. W 1664 nieruchomość została zakupiona przez Ottona Freiherra Grote – znanego i szanowanego przez lokalną ludność działacza – który zamek odbudował. Wioska ucierpiała za czasów okupacji francuskiej dokonanej przez Napoleona I Bonaparte. Potomkiem Ottona Freiherra Grote jest Rüdiger Freiherr Grote, który przejął w 1963 roku zamek. W 1805 roku w Jühnde powstał park utrzymany w stylu wczesnego romantyzmu.

## Demografia

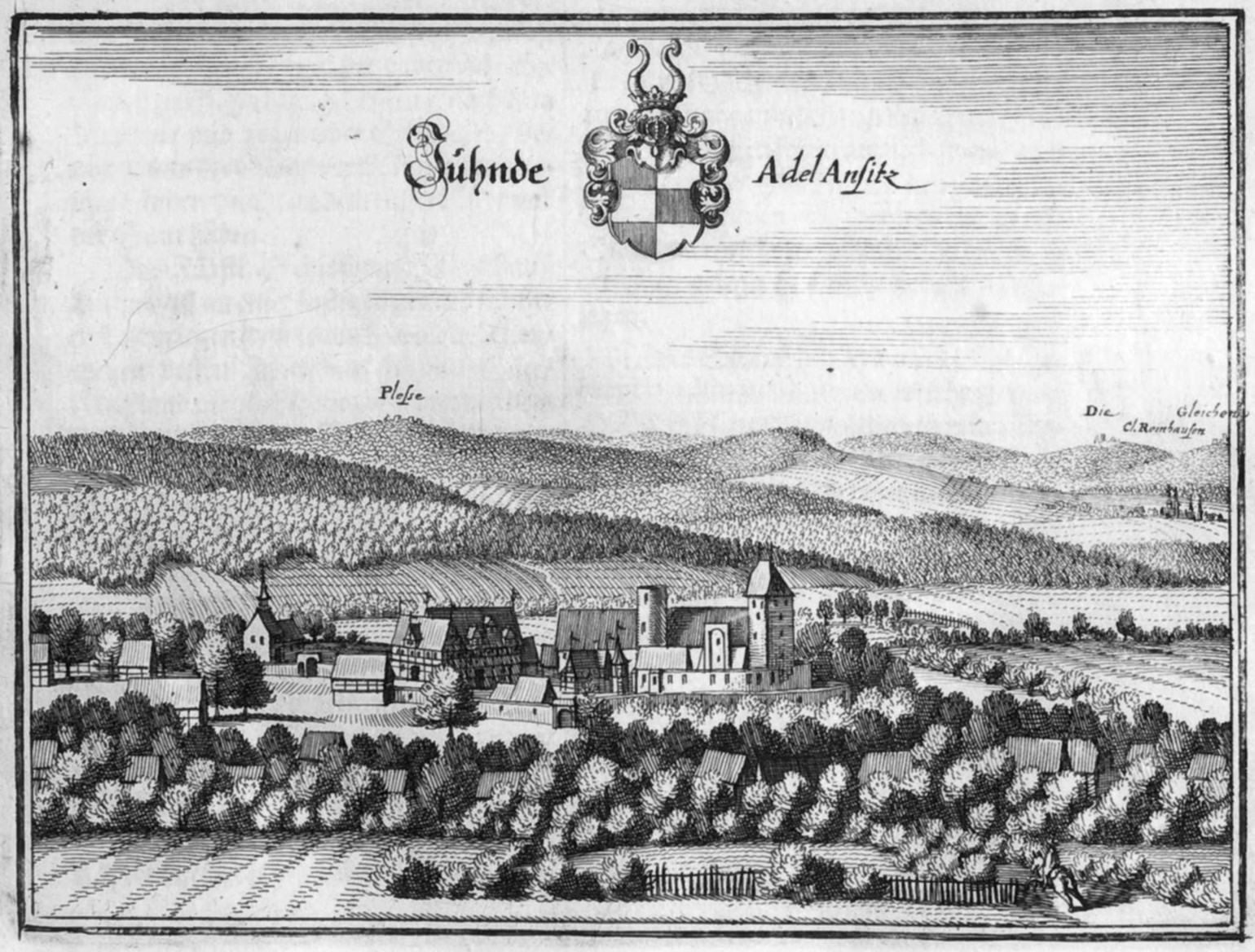
Rycina przedstawiająca panoramę Jühnde (XVII w.)

Liczba ludności miejscowości na przestrzeni ostatnich 25 lat ma tendencję wzrostową. W roku 2011 liczba ludności zmalała. Gęstość zaludnienia to 43 osób/km².
| Rok  | Populacja |
| ---- | --------- |
| 1990 | 991       |
| 1995 | 1082      |
| 2000 | 1068      |
| 2005 | 1083      |
| 2009 | 1087      |
| 2010 | 1097      |
| 2011 | 1062      |
| 2013 | 1040      |

## Herb
Herb Jühnde przedstawia bramę i mur obronny z blankami. Na bramie znajduje się przekrzywiony herb przedstawiający złoty półksiężyc na czerwonym tle. Po bokach bramy znajdują się kłosy zboża.

## Polityka
W radzie gminy Jühnde urzęduje 11 radnych: w tym siedem z SPD, 7 z CDU i jeden z GRÜNE. Burmistrzem jest Dietmar Bode.
Burmistrzowie Jühnde
| Burmistrz           | Lata urzędowania |
| ------------------- | ---------------- |
| Tilmann Huppers     | 1956–1961        |
| Hermann Gremmes     | 1961–1973        |
| Berthold Bode       | 1973–1984        |
| Friedrich Spielmann | 1985–1986        |
| August Brandenburg  | 1986–2006        |
| Dietmar Bode        | 2006–obecnie     |

| Rok                                        | SPD    | CDU    | GRÜNE |
| ------------------------------------------ | ------ | ------ | ----- |
| Wybory samorządowe 2001 Frekwencja: ?      | 59,77% | 33,31% | 6,92% |
| Wybory samorządowe 2006 Frekwencja: 71,01% | 64,12% | 30,26% | 5,62% |
| Wybory samorządowe 2011 Frekwencja: 61,83% | 64,31% | 28,42% | 7,27% |

## Ochrona środowiska

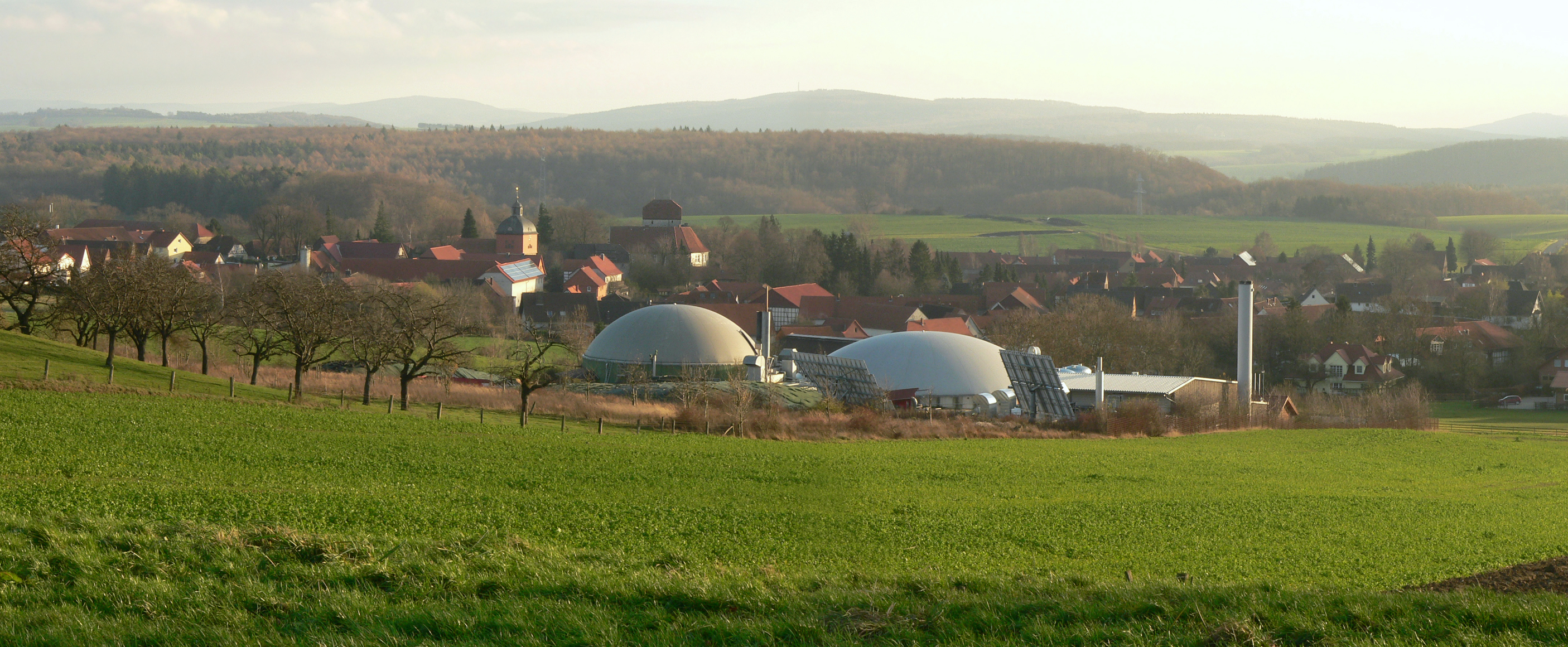
Biogazownie w Jühnde

Z inicjatywy jednostki naukowej Interdisziplinäres Zentrum für Nachhaltige Entwicklung na Uniwersytecie w Getyndze, Jühnde jest pierwszą całkowicie bioenergetyczną miejscowością w Niemczech.
Celem inicjatywy jest zapewnienie miejscowej społeczności całkowitej samowystarczalności przy jednoczesnej ochronie środowiska naturalnego. W tym celu w 2005 roku został skutecznie wdrożony odpowiedni program działań. Od 2007 miejscowość ograniczyła emisję dwutlenku węgla do poziomu spełniającego wymogi Unii Europejskiej na rok 2050.
Największa część wytwarzanej energii pochodzi z biomasy. Biogaz powstający codziennie przy fermentacji około 32 ton kiszonki i 29 m³ gnojownicy wykorzystywany jest do produkcji ciepła i energii elektrycznej. Powstała w ten sposób energia dostarczana jest do lokalnej sieci energetycznej, a ciepło – przez podziemną sieć ciepłowniczą, wprost do ok. 200 domostw. Jeśli zimą miejscowość nie jest w stanie wyprodukować wystarczającej ilości energii, w ciepłowni spalane są odpady drzewne.
Jühnde jest w stanie produkować około 4 mln kWh rocznie, w przybliżeniu dwa razy więcej niż wynosi roczne zużycie energii przez całą wioskę. Cena 1 kWh wynosi około 17 centów, co daje roczne przychody ze sprzedaży wynoszące około 600 000 euro. Ponadto, przeciętne gospodarstwo domowe oszczędza na energii odnawialnej, w stosunku do cen konwencjonalnej energii elektrycznej, około 750 euro rocznie.
Dzięki podjętym przez mieszkańców działaniom, Jühnde stało się znane nie tylko w Niemczech, ale i na całym świecie. W 2005 roku przedstawiciele m.in. USA i Japonii przybyli do Jühnde, aby obejrzeć tę pierwszą bioenergetyczną miejscowość i zaczerpnąć pomysły na sposoby ochrony środowiska naturalnego we własnych krajach.
Wraz ze zmianą sposobu pozyskiwania energii nastąpiła zmiana mentalności mieszkańców Jühnde. Dba się tam o niestosowanie pestycydów i nawozów sztucznych, stara się zapobiegać sztucznej erozji gleb.

## Obiekty turystyczne

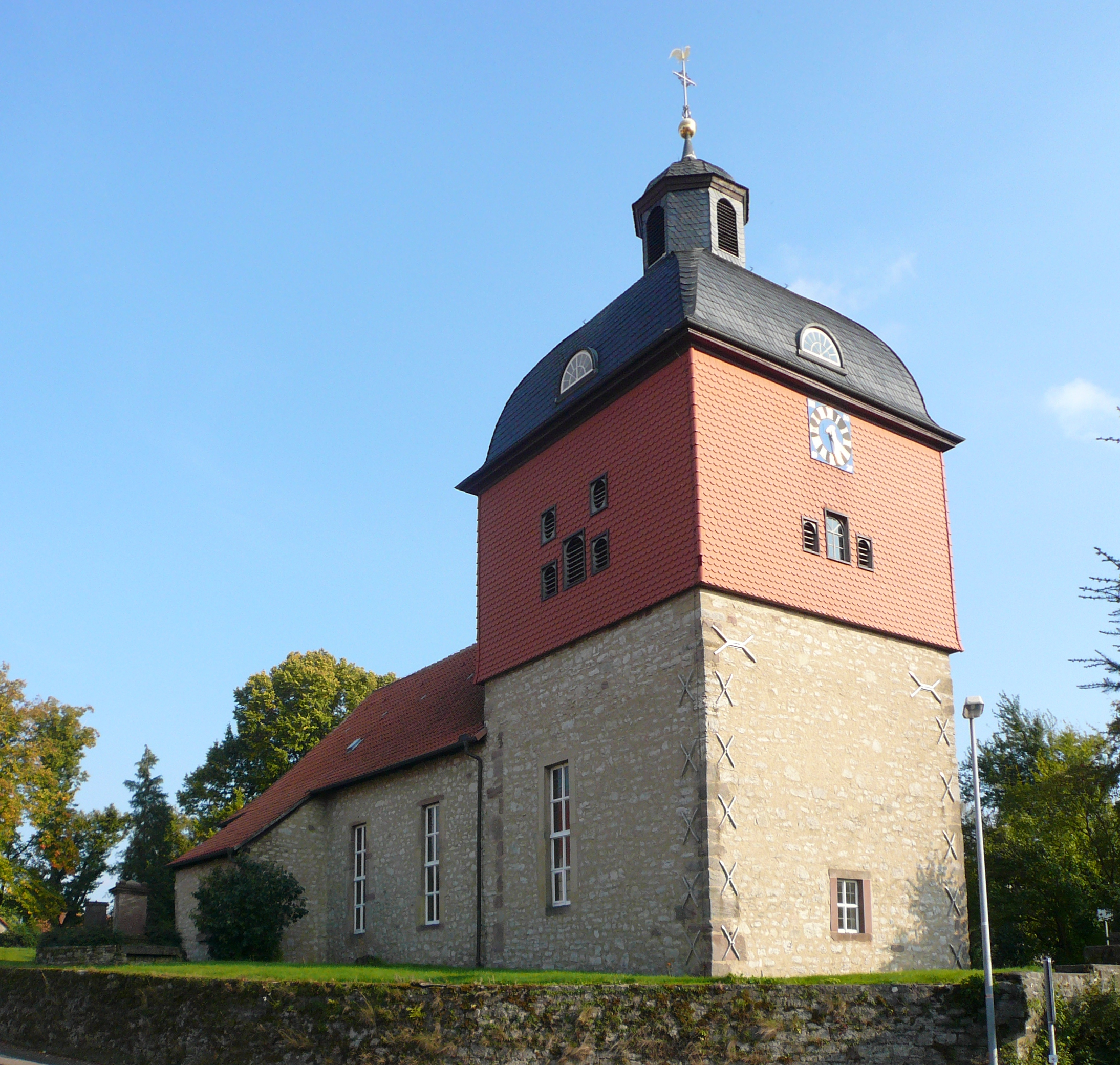
Kościół św. Marcina

Jühnde jest znane przede wszystkim z zamku i dużej ilości zieleni, jednak istnieją też obiekty o konstrukcji szkieletowej, powstałe od XVII do XIX wieku.

### Kościół św. Marcina
Ewangelicki Kościół Luterański pw. św. Marcina jest położony w północnej części miasta. Najstarsze zabudowania kościelne pochodzą z okresu od VII do IX wieku. W dokumentach pierwsza wzmianka o kościele pojawiła się w 1217 roku. W jednej ze ścian kościoła znajduje się płyta nagrobna, na której widnieje napis: „IN PACE AMEN ANNO 1507”. 13 stycznia 1583 rozpoczęto budowę drugiej części kościoła. W 1735 roku miał on już łącznie 90 metrów długości i 26 metrów szerokości. Powstała też, wybudowana na planie kwadratu i zwieńczona kopułą z latarnią, wieża. Całość została otoczona kamiennym murem. Nowa ambona i ołtarz zostały wybudowane pod koniec XVIII wieku. Wieżę odrestaurowano i przebudowano w 1958 roku. Wnętrze kościoła zostało odrestaurowane w 1968 roku. Niedawno, kościół był ponownie restaurowany. Niestety zostały wtedy zamurowane bardzo ważne, drewniane elementy jego architektury.

#### Organy
Organy kościelne zostały wykonane w 1968 roku przez Rudolfa Janke. Posiadają dwa manuały i klawiaturę pedałową oraz 10 registrów.

#### Dzwony
| Odlany            | Średnica | Waga   | Dźwięk | Napis |
| ----------------- | -------- | ------ | ------ | --- |
| 1977 w Heidelberg | 1099 mm  | 879 kg | fis1   | Ich weiß, daß mein Erlöser lebt, June 960. Ad majorem gloriam Dei et in memoriam Frohwalt Hardege. Joh. 16, 33 Jühnde 1977 |
| 1977 w Heidelberg | 849 mm   | 431 kg | h1     | Verleih uns Frieden gnädiglich i St. Martinsgemeinde Jühnde 1977                                                           |
| 1977 w Heidelberg | 752 mm   | 308 kg | cis2   | Lobe den Herrn meine Seele i Jühnde 1977                                                                                   |
| 1987 w Karlsruhe  | 545 mm   | 85 kg  | fis2   | Meine Zeit steht in deinen Händen                                                                                          |

##### Godziny bicia dzwonów
Od poniedziałku do piątku:

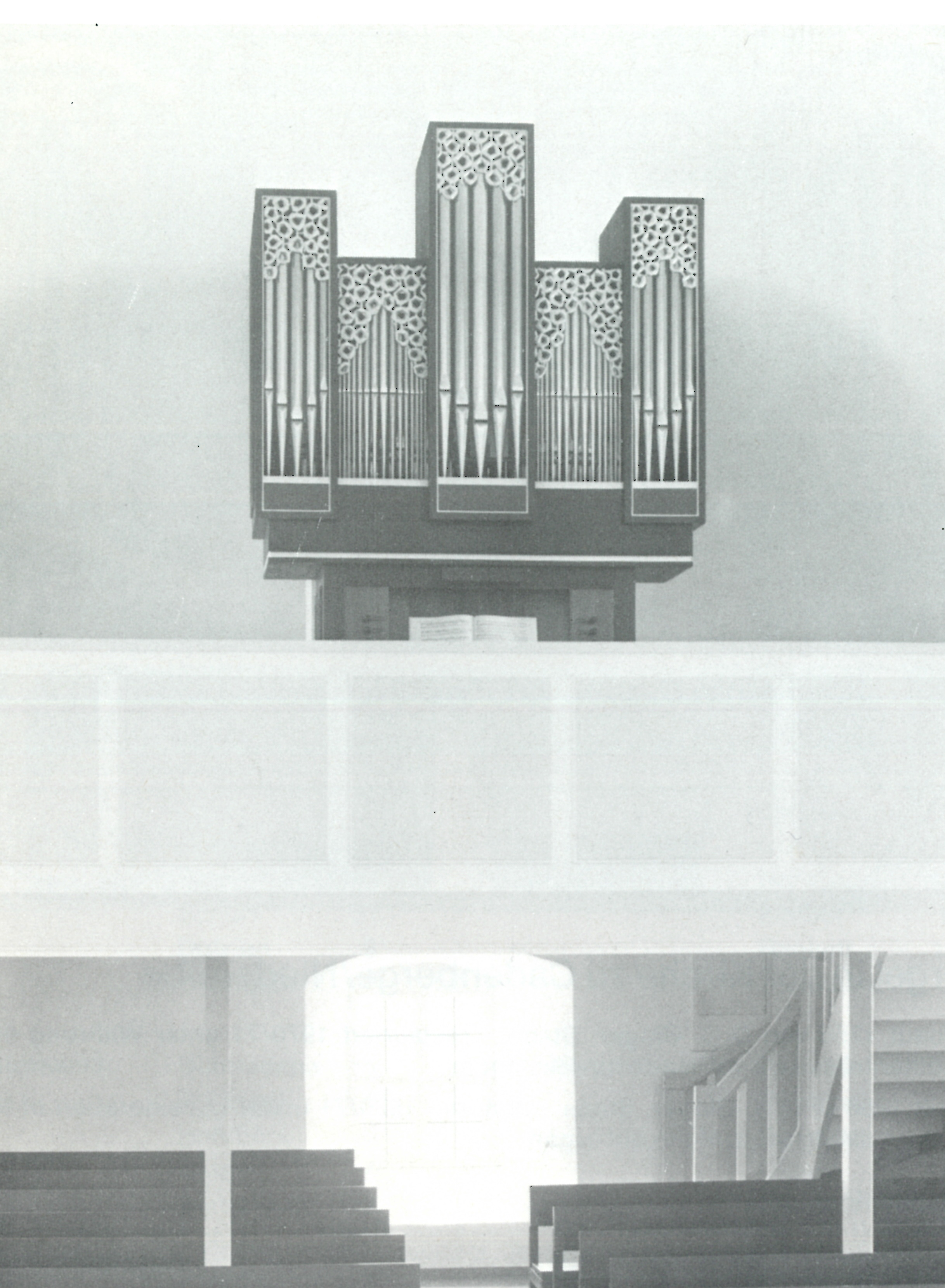
Organy w kościele

- Rano: o 7, przez 5 minut; dzwon 2 (h1)
- Południe: o 11, przez 5 minut; dzwon 2 (h1)
- Wieczór: o 18, przez 5 minut; dzwon 2 (h1)

Sobota i niedziela:
- Wieczór: o 18, przez 10 minut; dzwony 1, 2, 3 (fis1; h1; cis²)

Pozostałe:
- Na narodziny dziecka: o 12, dzwony 2, 3 i 4 (h1; cis²; fis²)
- Śmierć mieszkańca: o 9, trzy razy po 15 minut (w odstępach co 7 minut); dzwony 1 i 2 (fis1; h1)

### Zamek w Jühnde
Nad Jühnde góruje zamek wzniesiony w X wieku. Pierwszy raz był on przebudowany w 1290 roku. Został on opuszczony w 1463 r. i popadł w ruinę. Jedynym obecnie istniejącym fragmentem dawnej budowli jest jej wieża. W 1664 roku został przejęty przez baronów von Grote. Został całkowicie odbudowany przez Ottona Freiherra von Grote. Jego potomek, Otto Ulrich Freiherr von Grote, stworzył w 1805 roku dookoła zamku park. Od tego czasu architektura budowli nie uległa zmianie.
Obecnie zamek jest własnością prywatną. Wieża zamku jest siedzibą archiwum Heinrich Sonhrey Society.

### Gaj pamięci

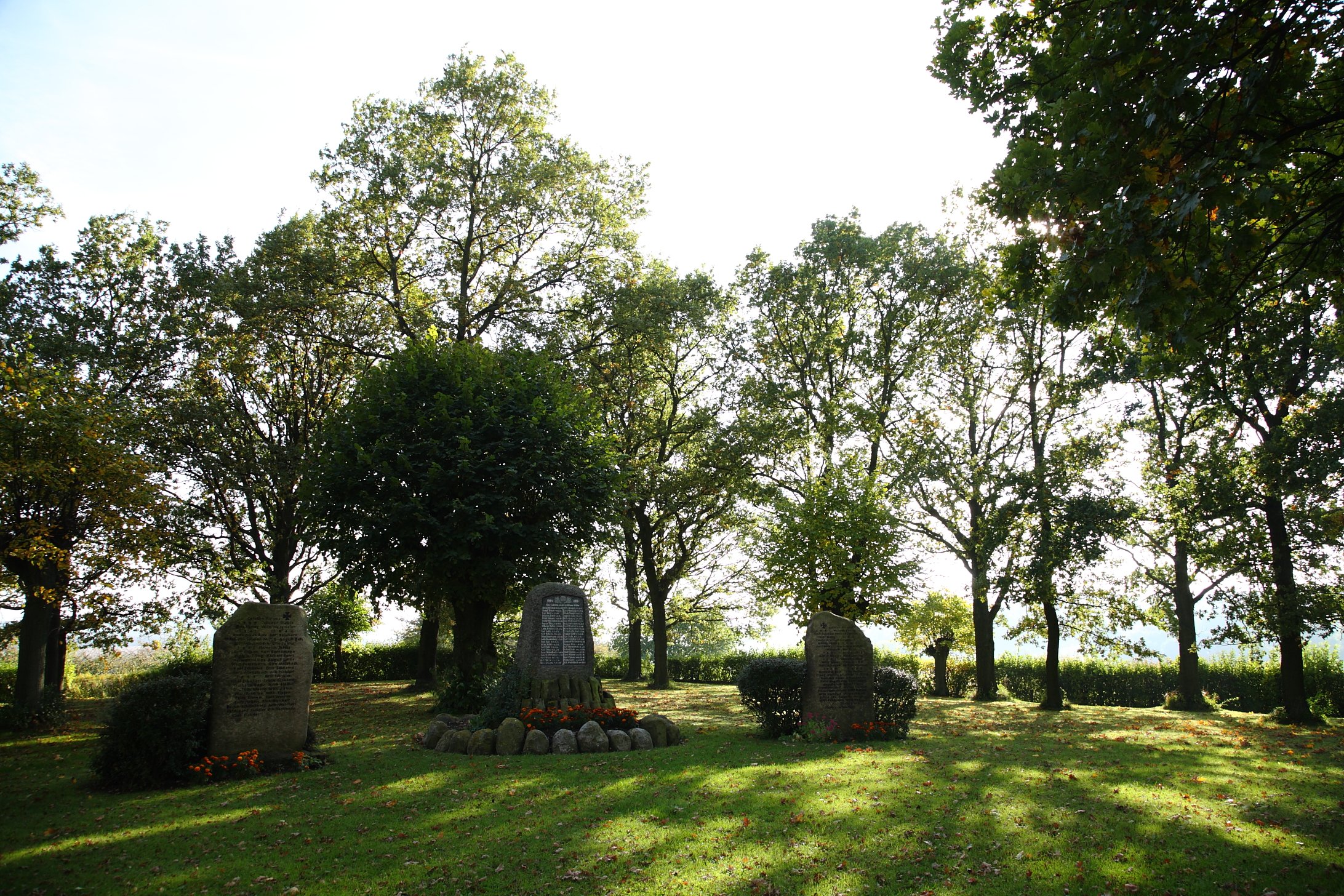
Gaj pamięci

Na północ od wsi, przy drodze L559 znajduje się gaj pamięci (niem. Ehrenhain) utworzony w 1920 roku, jako miejsce pamięci poległych żołnierzy z I wojny światowej. W gaju rosną dęby. Jest on otoczony żywopłotem. Później do gaju dodano dwa pomniki upamiętniające poległych żołnierzy z II wojny światowej.

### Ścieżka turystyczna

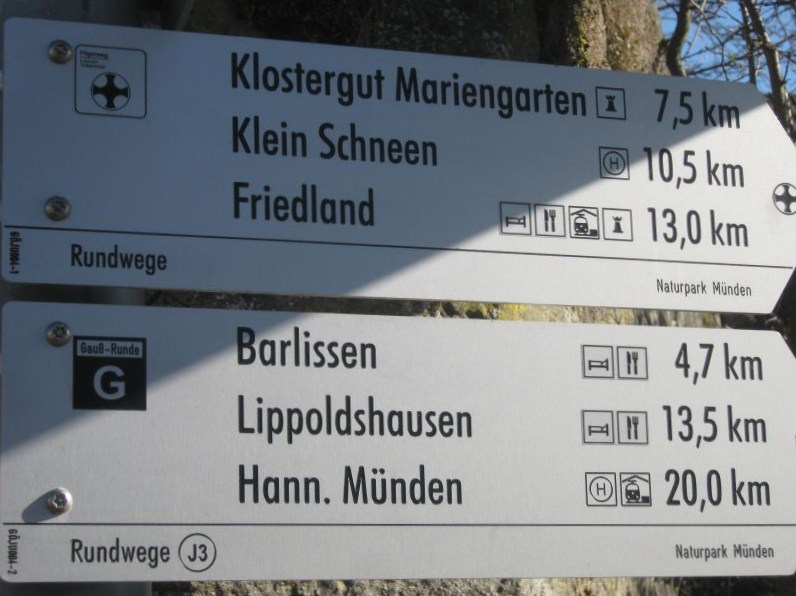
Drogowskaz dla turystów w Jühnde

Przez Jühnde biegnie 13 kilometrowa ścieżka turystyczna, prowadząca przez okoliczne pola i lasy. Swą niemieckią nazwę – Quellenpfad – zawdzięcza okolicznym źródłom, przy których przebiega. Przy każdym ze źródeł znajduje się tablica zawierająca szczegółowe informacje. Ścieżka zaczyna się nieopodal, w miejscowości Scheden na Jühnder Straße. Zaraz potem prowadzi przez dolinę Am hilligen Born. Po około 8 km wychodzi na tzw. Starą Drogę i dochodzi do Jühnde. Cała ścieżka jest bardzo dobrze oznakowana. Pokonanie całej ścieżki zajmuje około 3–4 godziny.

### Wieża Gaussa
Na północny zachód od Jühnde znajduje się Wieża Gaussa. Jest to wieża widokowa o wysokości 51 metrów, usytuowana na szczycie góry Hoher Hagen. Budowla została nazwana na cześć niemieckiego matematyka, Carla Friedricha Gaussa. Do wieży można dojechać samochodem. Wewnątrz wieży znajduje się winda i restauracja z panoramicznym widokiem.

## Transport

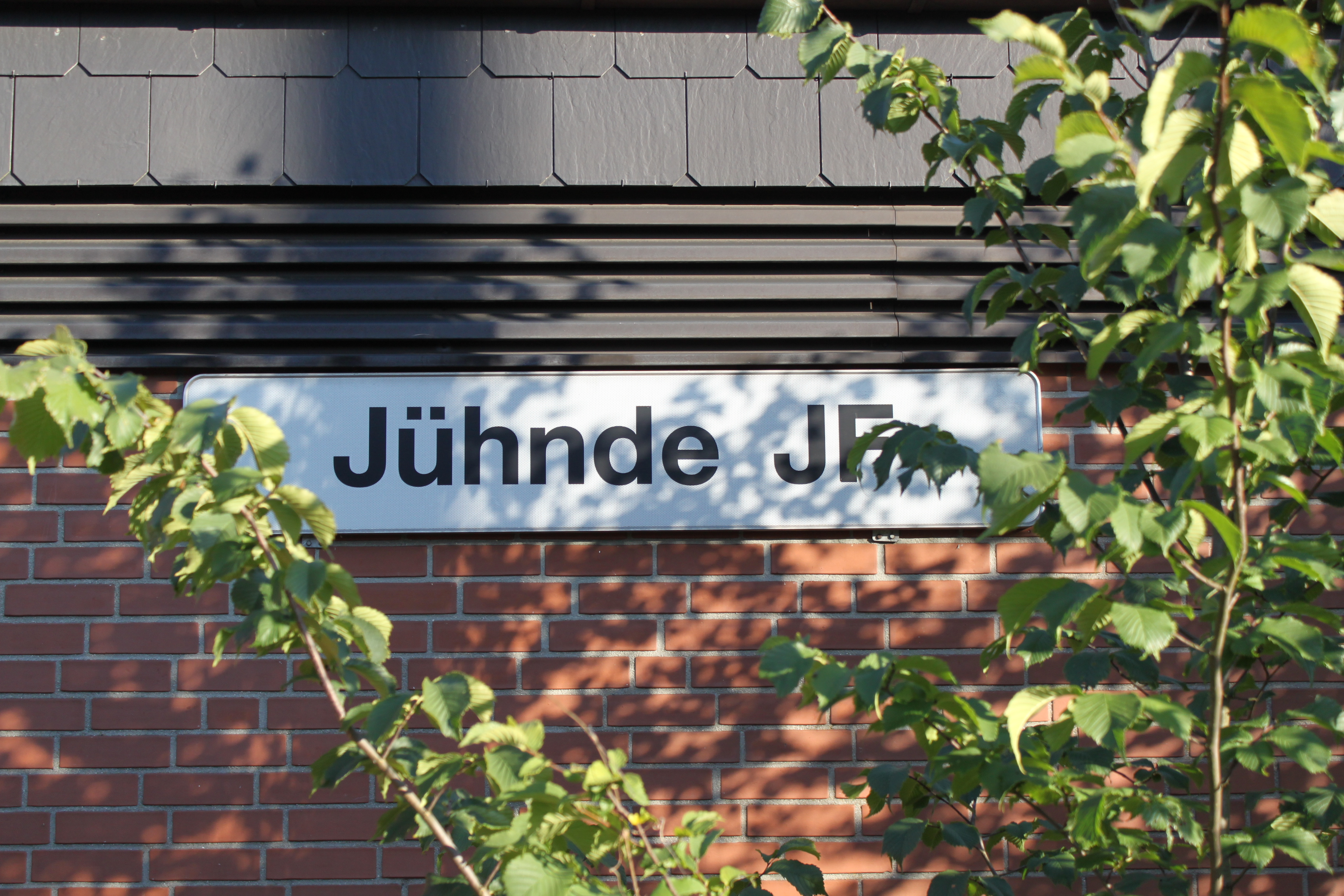
Tablica przy stacji kolejowej

### Transport drogowy
Przez północno-wschodnią część Jühnde przebiega droga L559, a ok. 5 km na południowy wschód biegną autostrady A7 i A38. Przez miejscowość przebiegają linie autobusowe nr 120, 121 i 9120. W Jühnde znajdują się trzy przystanki autobusowe. Jühnde jest połączone drogą Barlissen Straße z sąsiednią wioską Barlissen.

### Transport kolejowy
Na południowy wschód od miejscowości przebiega Linia kolejowa Hannover – Würzburg, a na południe znajduje się Mackenrodttunnel. Natomiast stacja kolejowa Jühnde znajduje się na południowy wschód od zabudowań Jühnde, przy drodze K209.

## Organizacje społeczne

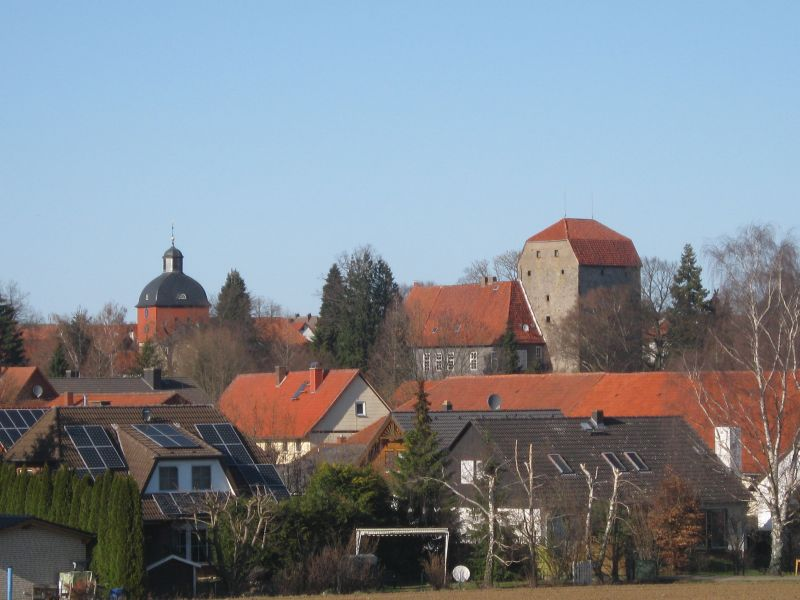
Jühnde

W Jühnde działa między innymi:
- Klub gimnastyczno-sportowy
- Klub tenisowy
- Ochotnicza straż pożarna
- Chór męski „Liederkranz”
- Grupa teatralna
- Heinrich Sohnrey Society
- Niemiecki Czerwony Krzyż
- Krąg osób starszych

## Jühnde w kulturze
W roku 2007 w Jühnde została nakręcona telenowela dokumentalna Männer allein daheim dla stacji Kabel eins. Ponadto, w miejscowości powstał 30 minutowy film dokumentalny przedstawiający sposób działania lokalnej biogazowni pt. Wenn Mist zu Strom wird; Ein Dorf heizt ein.

## Osoby urodzone w Jühnde

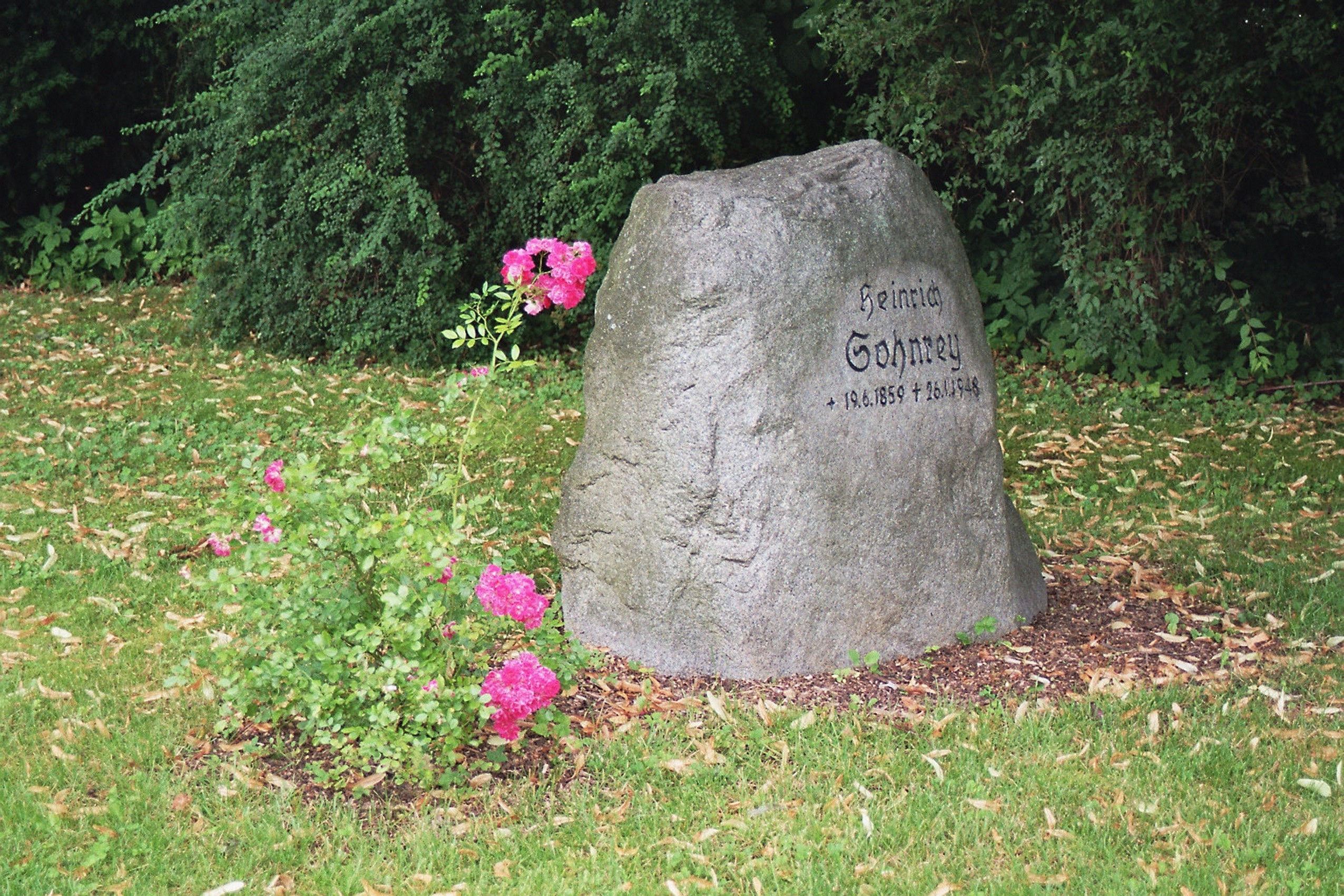
Kamień nagrobny pisarza Heinricha Sohnrey’a

- Katharina Weitemeyer[29] (ur. 27 września 1643, zm. ?) – aktywna działaczka rady miejskiej, żona Franza von Lippe.
- Heinrich Sohnrey[30] (ur. 19 czerwca 1859, zm. 26 stycznia 1948) – niemiecki pisarz, jego grób znajduje się na cmentarzu przy kościele w Jühnde.